# FNNニュース6:30
『FNNニュース6:30』（エフエヌエヌニュースろくさんまる）は、1970年10月5日から1978年9月29日までにフジテレビ（FNN）で放送されていた夕方の報道番組である。放送時間は一貫して18:30 - 18:55（JST）。

## 番組概要
- FNN系列の夕方ニュース番組にタイトルがついたものとしてはこれが最初であり、当初は三菱グループの単独提供テレビ番組だった（放送局発行の番組表の提供にも「三菱各社」とあったといわれている他、提供クレジット<テロップではその日のCM提供会社が出ている>ではアナウンサーが「（この番組/放送は）ご覧の三菱各社が（の提供で）お送りします（しました）」とコメントしていた）。
- オープニングは、メイン司会者がスポットライトを浴びるかの如くブラックバックの画面から登場し、「FNN」の字幕が組み合わさったところで左上に移り、「ニュース」右下に7セグメント時計で「6:30」と表記され、その後ズームアウトするようにスタジオ全景を映してから当日の三菱グループ協賛各社の表記が登場するというものだった。
- フジテレビはFNNが発足した1966年10月3日以降18:30から15分間、『FNNニュース』を放送。18:45以降5分間のローカルニュース（フジテレビでは『サンケイテレニュースFNN」）→天気予報→子供向けのミニ番組を放送していたが『FNNニュース』・『サンケイテレニュースFNN』・天気予報を統合して生まれたのがこの番組である。キャスターは1968年から夕方のニュースを担当していた今井彬が引き続き担当。FNN系列局では18:45を境に飛び降りていたので、25分間放送していたのはフジテレビだけだった。
- 土曜日は1975年9月27日をもって終了。17:45への時間移動に伴い『FNNテレビ土曜夕刊』に改題された。この時間はアニメ枠（「タイムボカン」）に変更した。
- 1978年、当時会長の鹿内信隆が全国ニュースを従来の18:30から18:00番組開始、丸々1時間をニュース番組に充てるという報道編成大改革（これに伴い子供向けのミニ番組も廃止）を10月期から断行したため9月29日に終了。今井もこの日をもって引退した。ちなみにこの年の10月2日から放送が開始された後番組が『FNNニュースレポート6:00』（全国ニュース）と『FNNニュースレポート6:30』（関東ローカルニュース）である。

## ニュースキャスター
- 今井彬（平日担当　フジテレビ報道局解説委員長）
- 奥田晃久（1972年3月まで　フジテレビ報道局ニュースデスク）→竹内貞男（1972年4月〜）（土曜担当　同左）

## ネット状況

### ネット局
| 放送対象地域           | 放送局              | 放送当時の系列 | 後続のローカルニュース | 備考                                                                                      |
| ---------------------- | ------------------- | -------------- | --- | ----------------------------------------------------------------------------------------- |
| 関東広域圏             | フジテレビ(CX)      | FNN            | （関東ローカルニュースを内包） | 基幹・制作局                                                                              |
| 北海道                 | 北海道文化放送(UHB) | FNN            | 道新ニュース （1972年4月1日 - 1978年3月31日） 道新ニュースプリズム （1978年4月3日 - 1979年3月30日）                                                      | 1972年4月1日開局から                                                                      |
| 宮城県                 | 仙台放送(OX)        | FNN            | 仙台放送ニュース |                                                                                           |
| 秋田県                 | 秋田テレビ(AKT)     | FNN            | AKTニュース （1970年10月4日 - 1975年3月31日） ニュース6:15あきた （1975年4月1日 - 1978年3月31日） テレポートあきた （1978年4月1日 - 1989年3月31日）      | 『ニュース615あきた』、並びに『テレポートあきた』は当番組終了時までは前枠で放送していた。 |
| 山形県                 | 山形テレビ(YTS)     | FNN            | YTSニュース・天気予報 | 現在はANN系列                                                                             |
| 新潟県                 | 新潟総合テレビ(NST) | NNN/FNN/ANN    | NSTニュース | 現・NST新潟総合テレビ 現在はFNNのみ加入                                                   |
| 長野県                 | 長野放送(NBS)       | FNN            | NBSニュース |                                                                                           |
| 静岡県                 | テレビ静岡(SUT)     | FNN            | テレビ静岡ニュース （1970年10月5日 - 1974年3月31日） テレビ静岡ニュースホットライン （1974年4月1日 - 1978年9月29日）                                     |                                                                                           |
| 富山県                 | 富山テレビ(T34)     | FNN            | T34ニュース （1970年10月5日 - 1976年3月30日） 中日ニュース テレポートとやま （1976年4月1日 - 1979年9月28日）                                             | 現・BBT                                                                                   |
| 石川県                 | 石川テレビ(ITC)     | FNN            | ITCニュース |                                                                                           |
| 福井県                 | 福井テレビ(FTB)     | FNN            | 福井テレビニュース |                                                                                           |
| 東海広域圏             | 東海テレビ(THK)     | FNN            | 東海テレビニュースポスト |                                                                                           |
| 関西広域圏             | 関西テレビ(KTV)     | FNN            | KTVニュース |                                                                                           |
| 島根県→ 島根県・鳥取県 | 山陰中央テレビ(TSK) | FNN            | TSKニュース | 1972年9月22日から 鳥取県でも放送開始                                                      |
| 岡山県                 | 岡山放送(OHK)       | FNN/ANN        | OHKニュース | 現在はFNNのみ加入                                                                         |
| 広島県                 | 広島テレビ(HTV)     | NNN/FNN        | 広島テレビニュース | 1975年9月30日まで。 現在はNNNのみ加入                                                     |
| 広島県                 | テレビ新広島(TSS)   | FNN            | tssローカルニュース （1975年10月1日 - 1981年4月3日） | 1975年10月1日開局から（サービス放送期間中は広島テレビに配慮して未放送）                   |
| 愛媛県                 | 愛媛放送(EBC)       | FNN            | EBCニュース | 現・テレビ愛媛                                                                            |
| 福岡県                 | テレビ西日本(TNC)   | FNN            | TNCニュース |                                                                                           |
| 佐賀県                 | サガテレビ(STS)     | FNN            | stsニュース |                                                                                           |
| 長崎県                 | テレビ長崎(KTN)     | NNN/FNN        | KTNニュース | 現在はFNNのみ加入                                                                         |
| 熊本県                 | テレビ熊本(TKU)     | NNN/FNN/ANN    | TKUニュース | 現在はFNNのみ加入                                                                         |
| 大分県                 | テレビ大分(TOS)     | NNN/FNN/ANN    | TOSニュース・あしたのお天気 |                                                                                           |
| 宮崎県                 | テレビ宮崎(UMK)     | FNN→FNN/ANN    | UMKローカルニュース （1970年4月1日開局 - 1975年3月29日） UMKニュース6:45 （1975年3月31日 - 1975年9月27日） UMKニュース （1975年9月29日 - 1979年9月28日） | 現在はNNN/FNN/ANN系列                                                                     |
| 沖縄県                 | 沖縄テレビ(OTV)     | FNN            | OTVニュース |                                                                                           |